# Dolnja Težka Voda
Dolnja Težka Voda (deutsch Unterschwerenbach) ist ein Dorf in der slowenischen Gemeinde Novo mesto im Osten des Landes. Der Ort hatte 2020 198 Einwohner.

## Geographie
Dolnja Težka Voda liegt im Gorjanci-Gebirge am historischen Hauptverkehrsweg zwischen der Stadt Novo mesto, dem Hauptort der gleichnamigen Gemeinde, und der südöstlich gelegenen Bela krajina im engen Tal des in der Nähe entspringenden Baches Težka voda.
Der Weiler gehört zur Ortsgemeinschaft Stopiče.